# Bảo tàng Jan Wnęk ở Odporyszów
Bảo tàng Jan Wnęk ở Odporyszów (tiếng Ba Lan: Muzeum Jana Wnęka w Odporyszowie) là một bảo tàng nằm trong khuôn viên của Thánh địa Đức Mẹ Đồng trinh Maria ở Odporyszów, tọa lạc tại số 1 Quảng trường Kościelny, làng Odporyszów, xã Żabno, huyện Tarnowski, tỉnh Małopolskie, Ba Lan. Bảo tàng Jan Wnęk ở Odporyszów là một chi nhánh của Bảo tàng Giáo phận ở Tarnów.

## Lược sử hình thành
Bảo tàng Jan Wnęk ở Odporyszów được thành lập vào năm 1991. Tuy nhiên, việc thu thập bộ sưu tập của Bảo tàng đã bắt đầu từ trước đó rất lâu (từ năm 1978). Cha Henryk Chojnacki đã thu thập và lưu giữ các tác phẩm của nhà điêu khắc Jan Wnek trong tòa tháp nhà thờ.

## Triển lãm
Bộ sưu tập của Bảo tàng Jan Wnęk ở Odporyszów hiện chủ yếu bao gồm các tác phẩm của nhà điêu khắc Jan Wnek về chủ đề Kinh Thánh. Ngoài tòa nhà của Bảo tàng, khách tham quan còn có thể chiêm ngưỡng các tác phẩm trưng bày bên trong nhà thờ, trong các nhà nguyện ngoài trời và trên ngọn đồi nơi có nhà thờ đầu tiên ở Zasory (nay là nhà nguyện của Thánh Margaret).

## Giờ mở cửa
Du khách có thể tham quan Bảo tàng Jan Wnęk ở Odporyszów sau khi có sự sắp xếp trước với người phụ trách Bảo tàng.